# Équipe d'Algérie de football en 2001
L'équipe d'Algérie de football participe lors de cette année à la Coupe d'Afrique des nations 2000 organisée au Ghana et Nigeria, et aux Qualifications pour la Coupe d'Afrique des nations 2002. L'équipe d'Algérie est entraînée par AbdelGhani Djadaoui Hamid Zouba, Abdelhamid Kermali, et Rabah Madjer.

## Déroulement de la saison

### Classement FIFA 2001
Le tableau ci-dessous présente les coefficients mensuels de l'équipe d'Algérie publiés par la FIFA durant l'année 2001.
| Mois | janv. | fév. | Mars | Avril | Mai | Juin | Juillet | Août | sept. | oct. | nov. | déc. |
| Rang | 80    | 80   | 81   | 76    | 83  | 83   | 72      | 73   | 73    | 75   | 75   | 75   |

### Classement de la CAF
Le tableau ci-dessous présente les coefficients mensuels de l'équipe d'Algérie dans la CAF publiés par la FIFA durant l'année 2001.
| Mois | janv. | fév. | Mars | Avril | Mai | Juin | Juillet | Août | sept. | oct. | nov. | déc. |
| Rang | 15    | 15   | 16   | 15    | 17  | 17   | 16      | 16   | 16    | 16   | 15   | 15   |

## Matchs
| Date             | Stade, Ville, Pays                                 | Adversaire   | Score | Comp | Buteurs algériens                       |
| 12 janvier 2001  | stade du 5-Juillet-1962 Alger, Algérie             | Burundi      | 2 - 1 | QCAN | Ghazi 5e, Tasfaout 46e                  |
| 26 janvier 2001  | stade du 5-Juillet-1962 Alger, Algérie             | Namibie      | 1 - 0 | QCM  | Belmadi 34e                             |
| 27 février 2001  | stade du 5-Juillet-1962 Alger, Algérie             | Slovaquie    | 1 - 1 | A    | Bourahli 4e                             |
| 11 mars 2001     | Stade international du Caire Le Caire, Égypte      | Égypte       | 5 - 2 | QCM  | Tasfaout 12e, Meçabih 37e               |
| 25 mars 2001     | Stade du Prince Louis Rwagasore Bujumbura, Burundi | Burundi      | 0 - 1 | QCAN | Bourahli 17e                            |
| 21 avril 2001    | Stade Leopold Sedar Senghor Dakar, Sénégal         | Sénégal      | 3 - 0 | QCM  |                                         |
| 4 mai 2001       | stade du 5-Juillet-1962 Alger, Algérie             | Maroc        | 1 - 2 | QCM  | Tasfaout 10e                            |
| 1er juin 2001    | Stade du 19-Mai-1956 Annaba, Algérie               | Angola       | 3 - 2 | QCAN | Saïfi 7e 42e (pen.), Kherkhache 80e     |
| 17 juin 2001     | Stade du 4-Août Ouagadougou, Burkina Faso          | Burkina Faso | 1 - 0 | QCAN |                                         |
| 30 juin 2001     | Stade de l'Indépendance Windhoek, Namibie          | Namibie      | 0 - 4 | QCM  | Settara 32e, Ouahid 34e 37e, Laouni 72e |
| 21 juillet 2001  | Stade du 19-Mai-1956 Annaba, Algérie               | Égypte       | 1 - 1 | QCM  | Bezzaz 68e                              |
| 6 octobre 2001   | Stade de France Paris, France                      | France       | 4 - 1 | A    | Belmadi 45e                             |
| 15 octobre 2001  | Stade du 19-Mai-1956 Annaba, Algérie               | Burkina Faso | 2 - 0 | A    | Ghazi 47e, Kraouche 57e                 |
| 5 décembre 2001  | stade du 5-Juillet-1962 Alger, Algérie             | Ghana        | 1 - 1 | A    | Saïfi 54e                               |
| 30 décembre 2001 | Stade Leopold Sedar Senghor Dakar, Sénégal         | Sénégal      | 1 - 0 | A    |                                         |

Légende: A : Match amical  / CAN : Coupe d'Afrique des nations de football 2000 / QCAN : Qualifications à la Coupe d'Afrique des nations de football 2002 / QCM : Tours préliminaires à la Coupe du monde de football 2002

### Bilan
| Rang | Équipe  | Pts | J  | G | N | P | Bp | Bc | Diff |
| ---- | ------- | --- | -- | - | - | - | -- | -- | ---- |
| #    | Algérie | 21  | 15 | 6 | 3 | 6 | 20 | 21 | -1   |

## Matchs amicaux

### Algérie - Slovaquie
| Sélectionneur : |
| Abdel Djaadaoui |

| Sélectionneur : |
| Jozef Adamec    |

| Sélectionneur : |
| Abdel Djaadaoui |

| Sélectionneur : |
| Jozef Adamec    |

### France - Algérie
| Sélectionneur : |
| Roger Lemerre   |

| Sélectionneur : |
| Rabah Madjer    |

| Sélectionneur : |
| Roger Lemerre   |

| Sélectionneur : |
| Rabah Madjer    |

Le match est interrompu par l'arbitre à la 74e minute à la suite de l'intrusion de supporteurs sur le terrain. La fin du match n'a pas été jouée.

## Tours préliminaires de la Coupe du monde 2002

### Algérie - Namibie
| Sélectionneur : |
| Abdel Djaadaoui |

| Sélectionneur : |
| Ted Dumitru     |

| Sélectionneur : |
| Abdel Djaadaoui |

| Sélectionneur : |
| Ted Dumitru     |

### Égypte - Algérie
| Sélectionneur :   |
| Mahmoud Al-Gohary |

| Sélectionneur : |
| Abdel Djaadaoui |

| Sélectionneur :   |
| Mahmoud Al-Gohary |

| Sélectionneur : |
| Abdel Djaadaoui |

### Sénégal - Algérie
| Sélectionneur : |
| Bruno Metsu     |

| Sélectionneur : |
| Hamid Zouba     |

| Sélectionneur : |
| Bruno Metsu     |

| Sélectionneur : |
| Hamid Zouba     |

### Algérie - Maroc
| Sélectionneur : |
| Hamid Zouba     |

| Sélectionneur : |
| Humberto Coelho |

| Sélectionneur : |
| Hamid Zouba     |

| Sélectionneur : |
| Humberto Coelho |

### Namibie - Algérie
| Sélectionneur :      |
| Smithley Engelbrecht |

| Sélectionneur : |
| Hamid Zouba     |

| Sélectionneur :      |
| Smithley Engelbrecht |

| Sélectionneur : |
| Hamid Zouba     |

### Algérie - Égypte
| Sélectionneur :    |
| Abdelhamid Kermali |

| Sélectionneur :   |
| Mahmoud Al-Gohary |

| Sélectionneur :    |
| Abdelhamid Kermali |

| Sélectionneur :   |
| Mahmoud Al-Gohary |